# Cristo Rey (Pasto)

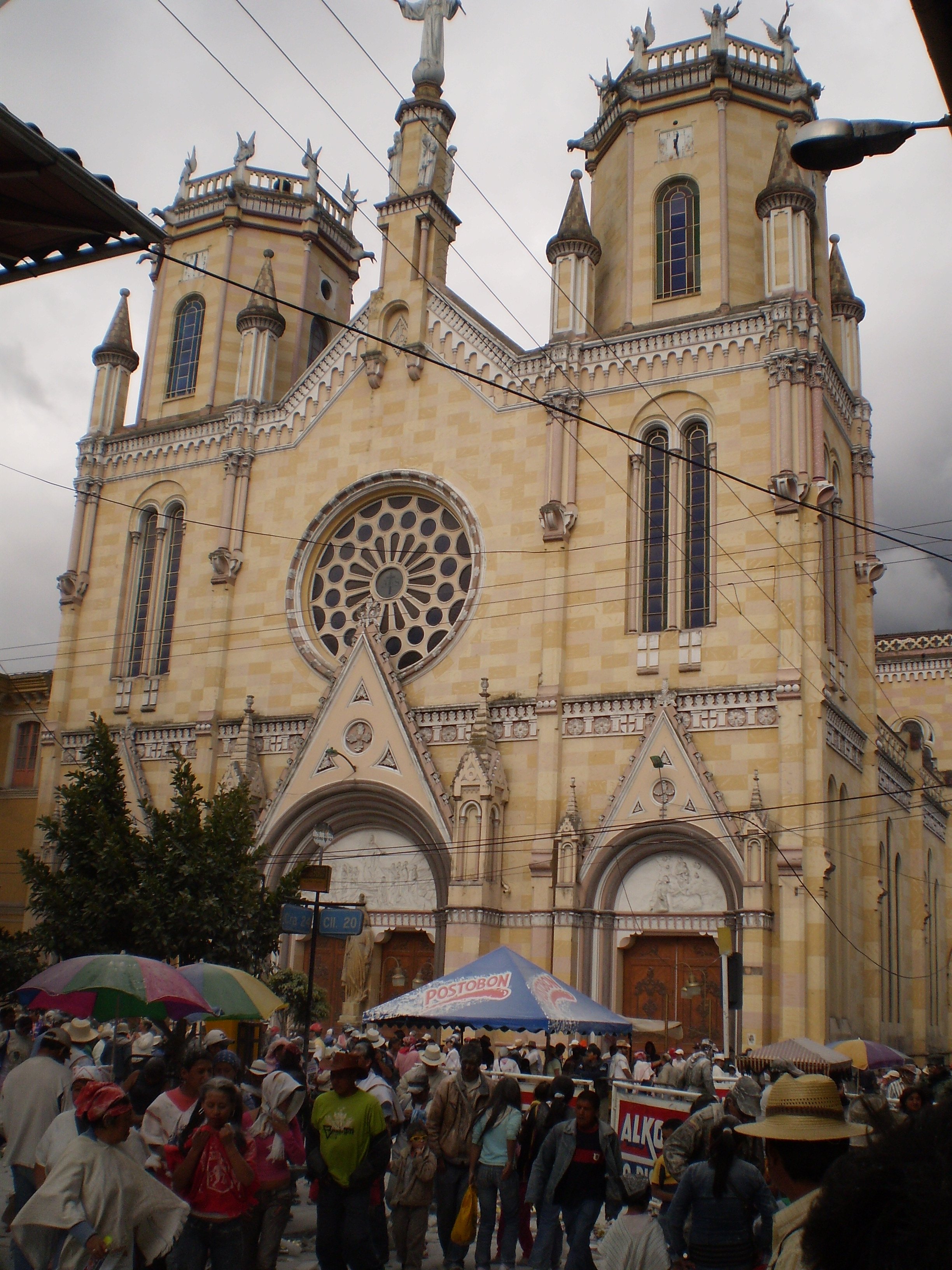
Kirche Cristo Rey in Pasto

Die römisch-katholische Kirche Cristo Rey ist eine Christkönigskirche in Pasto, Kolumbien.

## Beschreibung
Die Kirche Cristo Rey wurde 1930 von Jesuiten errichtet und bei ihrer Kirchweihe mit dem Patrozinium Christus König versehen. Auf ihrer Fassade steht auf 36 Metern Höhe eine fünf Meter hohe Christusstatue von Marceliano Vallejo. Auf den zwei Zwillingstürmen stehen Engel. Im Inneren befindet sich das Bild des Señor de Sibundoy („Herr von Sibundoy“) aus dem 16. Jahrhundert. Unter den Holzschnitzwerken finden sich acht von Alfonso Zambrano. Im Innern am Tempelausgang befinden sich Ölgemälde von Isaac Santacruz. Die über dem Eingang stehende Marmorskulptur von Ignatius von Loyola ähnelt Lenin.

## Bilder

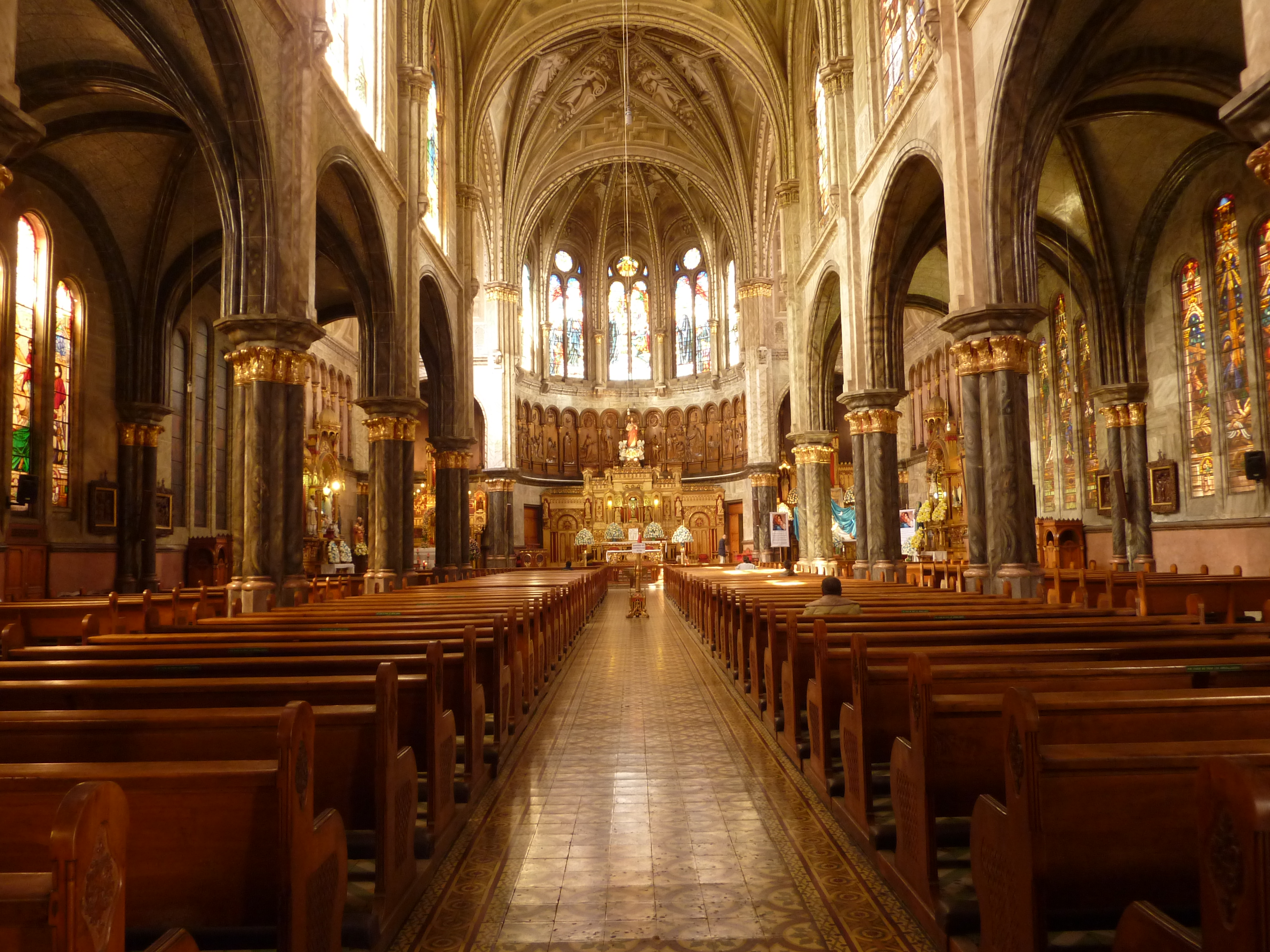
Innenraum der Kirche Cristo Rey
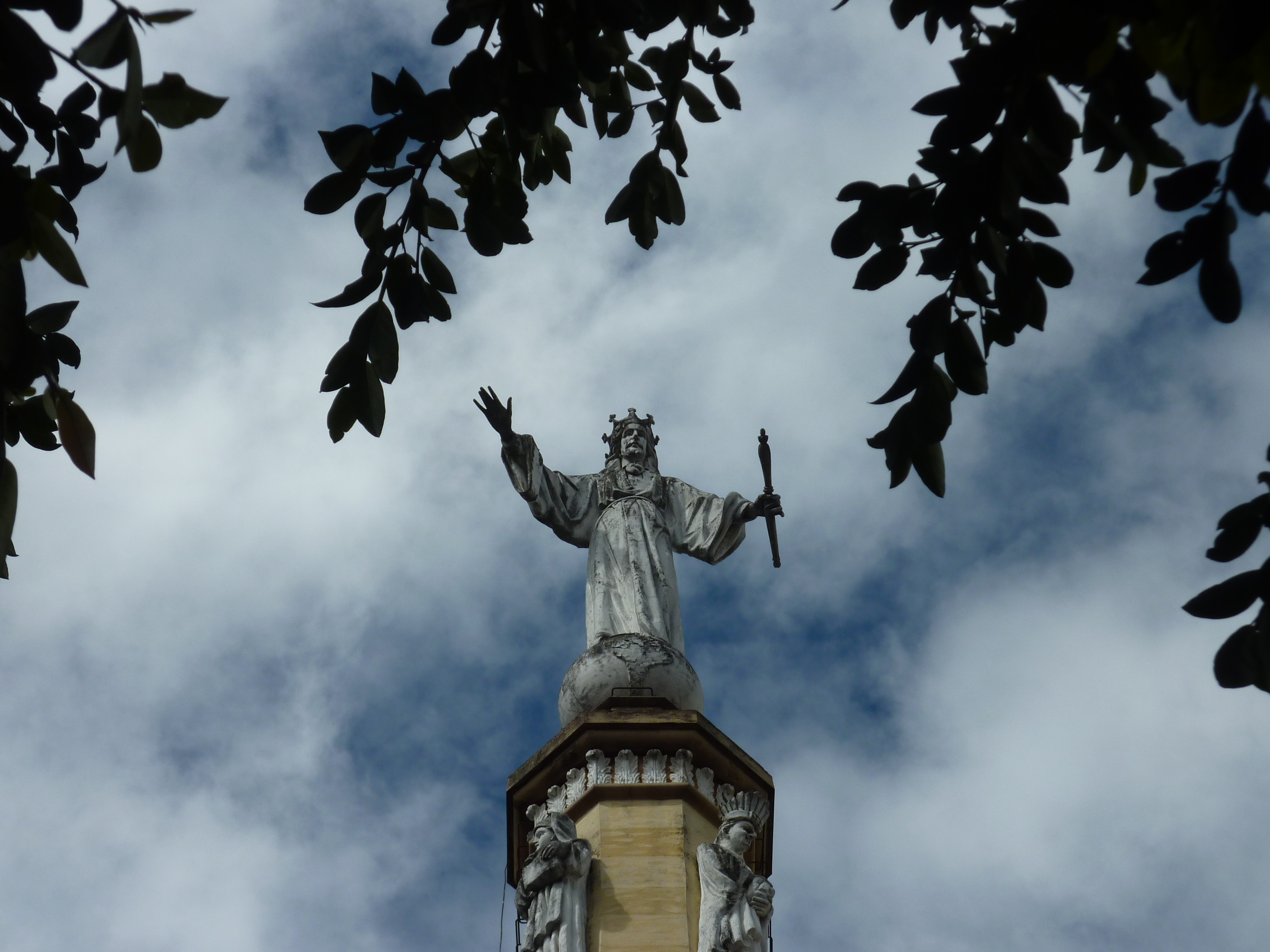
Die Christusstatue von Marceliano Vallejo auf der Fassade
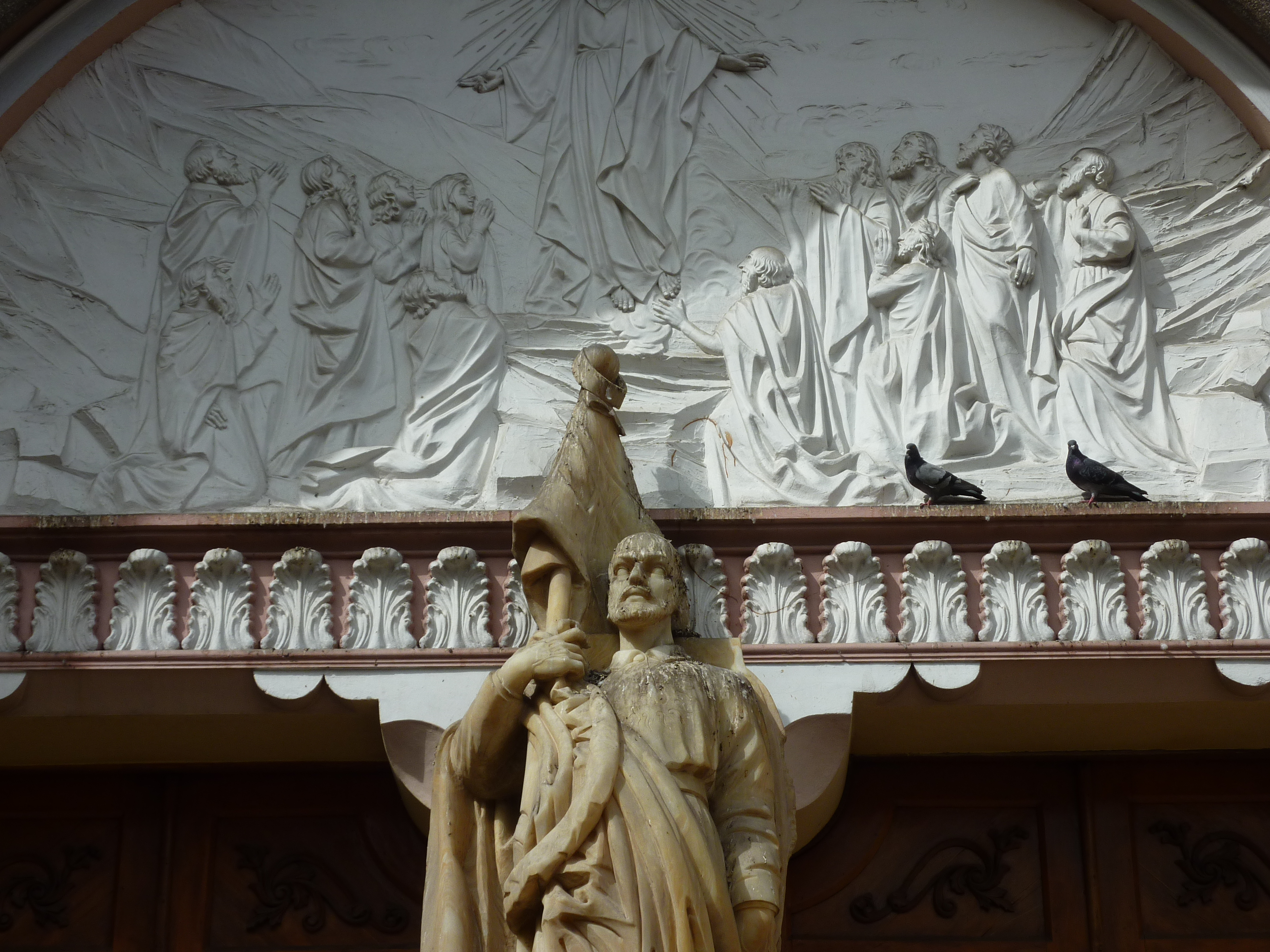
Die Lenin-ähnliche Marmorskulptur von Ignatius von Loyola